# Novelas amorosas y ejemplares y Desengaños amorosos
Novelas amorosas y ejemplares es una colección de diez novelas que iba a llamarse Honesto y entretenido sarao pero acabó titulándose Novelas amorosas y ejemplares de la novelista, dramaturga y poetisa María de Zayas publicadas en Zaragoza por el librero Pedro Esquer.
Diez años después fueron impresas diez novelas más escritas por la autora sin, posiblemente, su supervisión ya que aparecieron en desorden y con incoherencias internas. Esta colección, que recibió el título Parte segunda del Sarao y entretenimiento honesto es conocida como Desengaños amorosos publicadas también en Zaragoza.

## Novelas amorosas y ejemplares
La primera colección, Las novelas amorosas, fueron presentadas con ese título para ponerlas en relación con las Novelas ejemplares de Miguel de Cervantes. Comienza con dos prólogos y una introducción. En el primer prólogo “Al que leyere” es la misma autora que se dirige al lector. Se trata de una defensa de la mujer y de su inteligencia. El segundo prólogo es un elogio a la escritora y a su obra.
Todo empieza con la presentación de un espacio lujoso -la casa de Lisis- en la que se reúnen cinco mujeres y cinco varones que van a ser los narradores de diez relatos sentimentales pero también, en algún caso, son los protagonistas de las vivencias amorosas que se cuentan. Así son contadas dos "maravillas" durante cinco noches entre canciones, entremeses y poemas que son reflejo de los tópicos de la lírica de tradición petrarquista. La excusa es que Lisis está triste por un desengaño amorosos y su madre organiza estas veladas para entretenerla.
La finalidad de este conjunto de novelas no es solo el de deleitar y entretener. Con el término ejemplares la autora quiere que sus relatos sirvan de ejemplos al lector y por eso cada cuento tiene su propia moral. En cada novela, dentro y al final, la doncella o el caballero que está narrando hace varios comentarios y manifiesta su propio pensamiento. Los relatos están narrados en tercera persona excepto la primera y la séptima en las que son las propias protagonistas quienes cuentan su historia. En ocho maravillas las protagonistas son mujeres y solo en El castigo de la miseria y El prevenido engañado el personaje principal es un hombre.

### Títulos
El libro está dividido en cinco noches. La primera noche Lisarda narra Aventurarse Perdiendo y Matilde La burlada Aminta y venganza del honor; la noche segunda son dos caballeros los narradores: don Álvaro con El castigo de la miseria y don Alonso con El prevenido engañado. La noche siguiente Nise relata La fuerza del amor mientras que Filis cuenta El desengaño amando y premio de la virtud. En la cuarta noche don Miguel y don Lope narran Al fin se paga todo y El imposible vencido. En la quinta y última noche los narradores son un hombre y una mujer. Don Lope con El juez en su causa. Termina la madre de Lisis el sarao con la novela El jardín engañoso.

## Desengaños amorosos
En la segunda colección, Los Desengaños, hay un tono más sombrío, pesimista e incluso morboso que pretende avisar de las trampas de la realidad. Se llaman  "desengaños" porque ponen al descubierto las falsas apariencias. En la reunión hay hombres y mujeres pero solamente serán narradoras las mujeres.
Otras reglas del segundo sarao son que dure tres días, que las narraciones tengan el nombre de desengaños pero que sean casos verdaderos. Al concluir las tres noches establecidas, Lisis repasa todos los desengaños contados en ellas y los finales tristes de las mujeres y decide marchar a un convento.

### Títulos
En Los Desengaños las narradoras exponen primero su punto de vista sobre el desengañar a las mujeres a partir de su experiencia vital; hablan, por tanto, brevemente de su vida antes de su relato. Todas las mujeres son víctimas, el uxoricidio es tema de la Segunda parte y sucede en seis de los diez desengaños.
A saber: Noche primera: cuentan Zelima, Lisarda, Nise y Filis; Noche segunda: narran Laura (madre de Lisis), Matilde, Luisa y Francisca; Noche tercera: relatan la monja Estefanía y Lisis.
Los relatos son: La esclava de su amante, La más infame venganza, El verdugo de su esposa, La inocencia castigada, Amar sólo por vencer, Mal presagio casar lejos , El traidor contra su sangre, La perseguida triunfante y Estragos que causa el vicio.

## Estilo
Zayas creó una estructura narrativa nueva. No abandonó el marco narrativo sino que lo transformó en la novela que puede ser considerada la veintiuna de la colección que engloba todas las historias contadas.
Los rasgos característicos de estas novelas son un elemento extraordinario o fantástico, la recreación de escenas violentas, un erotismo latente, con especial atención a los deseos sexuales femeninos y, sobre todo, la eliminación de finales felices que acaben en boda. El matrimonio suele ser el comienzo de una vida desgraciada para las mujeres.
Son una obra de tesis en que se empeña la autora en provocar una reflexión de la mujer y del hombre: a la mujer para avisarla de los engaños de los hombres y para eludir, en cuanto sea posible, su victimización; al hombre para advertirle que sus abusos de la mujer es una de las causas de su propia degradación, y, por lo tanto, un mal social.
La ambientación de las novelas es urbana con detalles y descripciones de las ciudades.

## Adaptaciones
- En los años 80, Televisión Española emitió una serie, El jardín de Venus, con algunos episodios basados en estas novelas. La historia principal se ambientaba en el siglo XIX o principios del xx: unas personas que descansaban en un balneario se reunían cada tarde en un jardín y disfrutaban de una sesión de cuentos, éstos sí, ambientados en otras épocas.[7]
- En el 2020 se hizo en los Teatros del Canal una adaptación teatral de Los Desengaños puesta en escena por Nando López.[8]

## Ediciones
- En la BNE se conservan ejemplares digitalizados y de libre acceso desde la edición de 1646.[9]